# Йёранссон, Андре
Андре Йёранссон (швед. André Göransson; род. 30 апреля 1994, Хёлльвикен, Швеция) — шведский теннисист. Полуфиналист одного турнира Большого шлема в парном разряде (Открытый чемпионат Австралии-2025); победитель трёх турниров ATP в парном разряде.

## Общая информация
Родился 30 апреля 1994 года в деревне Ранг, в коммуне Веллинге, — недалеко от города Мальмё, в бывшем лене Мальмёхус, в нынешнем лене Сконе, в Швеции.

## Спортивная карьера
В 2017—2024 годах стал победителем двух турниров ATP, четырнадцати турниров ATP серии «челленджер» и двух турниров серии «фьючерс» в парном разряде. С 2019 года Йёранссон представляет Швецию на Кубке Дэвиса, где сыграл на начало мая 2025 года 13 парных матчей и одержал в них 4 победы.

### 2021
В июле 2021 года, в парном разряде Уимблдонского турнира вместе с норвежцем Каспером Руудом дошли до четвертьфинала, где проиграли Марселю Гранольерсу и Орасио Себальосу со счётом 3-6, 4-6, 4-6.

### 2024
В июле 2024 года вместе с голландцем Семом Вербеком стал победителем парного турнира категории ATP 250 в Ньюпорте (США), обыграв в финале американскую пару Роберт Кэш и Джеймс Трейси со счётом 6-3, 6-4.
В конце августа в парном разряде Открытого чемпионата США Вербек и Йёранссон дошли до второго круга, где проиграли итальянцам Симоне Болелли и Андреа Вавассори со счётом 3-6, 6-7(3).

### 2025
В январе 2025 года Вербек и Йёранссон дошли до полуфинала Открытого чемпионата Австралии в парном разряде, в четвертьфинале победив первых сеянных Марсело Аревало и Мате Павича со счётом 6-4, 4-6, 6-3, но в полуфинале проиграли итальянцам Симоне Болелли и Андреа Вавассори со счётом 6-2, 3-6, 4-6.

## Рейтинг на конец года
| Год  | Одиночный рейтинг | Парный рейтинг |
| 2024 | —                 | 66             |
| 2023 | —                 | 67             |
| 2022 | —                 | 75             |
| 2021 | —                 | 65             |
| 2020 | —                 | 89             |
| 2019 | —                 | 107            |
| 2018 | —                 | 265            |
| 2017 | 1137              | 512            |
| 2016 | 854               | 1255           |
| 2015 | —                 | 1198           |
| 2013 | —                 | 1632           |
| 2012 | 1683              | —              |

## Выступления на турнирах

### Финалы турнировATPв парном разряде (7)

#### Победы (3)
| Легенда                     |
| --------------------------- |
| Турниры Большого шлема (0)* |
| Итоговый турнир ATP (0)     |
| Мастерс (0)                 |
| АТР 500 (0+1)               |
| АТР 250 (0+2)               |

| Титулы по покрытиям | Титулы по месту проведения матчей турнира |
| ------------------- | ----------------------------------------- |
| Хард (0+1)*         | Зал (0)                                   |
| Грунт (0+1)         | Зал (0)                                   |
| Трава (0+1)         | Открытый воздух (0+3)                     |
| Ковёр (0)           | Открытый воздух (0+3)                     |

* количество побед в одиночном разряде + количество побед в парном разряде.
| №  | Дата           | Турнир           | Покрытие | Партнёр           | Соперники в финале               | Счёт           |
| 1. | 9 февраля 2020 | Пуна, Индия      | Хард     | Кристофер Рунгкат | Андрей Василевский Йонатан Эрлих | 6-2 3-6 [10-8] |
| 2. | 21 июля 2024   | Ньюпорт, США     | Трава    | Сем Вербек        | Роберт Кэш Джеймс Трейси         | 6-3 6-4        |
| 3. | 20 апреля 2025 | Мюнхен, Германия | Грунт    | Сем Вербек        | Кевин Кравиц Тим Пюц             | 6-4 6-4        |

#### Поражения (4)
| №  | Дата            | Турнир              | Покрытие | Партнёр          | Соперники в финале                 | Счёт            |
| 1. | 28 мая 2021     | Белград, Сербия     | Грунт    | Рафаэл Матос     | Андрей Василевский Йонатан Эрлих   | 4-6 1-6         |
| 2. | 27 февраля 2022 | Сантьяго, Чили      | Грунт    | Натаниэл Ламмонс | Рафаэл Матос Фелипе Мелигени Алвес | 6-7(8) 6-7(3)   |
| 3. | 1 мая 2022      | Кашкайш, Португалия | Грунт    | Максимо Гонсалес | Нуну Боржеш Франсишку Кабрал       | 2-6 3-6         |
| 4. | 28 июля 2024    | Атланта, США        | Хард     | Сем Вербек       | Натаниэль Ламмонс Джексон Уитроу   | 6-4 4-6 [10-12] |